# 鶴田清次
鶴田 清次（つるた せいじ、文化14年（1817年） - 明治25年（1892年）11月5日）は江戸幕府の御家人、博物学者。開成所で物産学を学び、パリ万国博覧会出品業務等に関わった。明治維新後静岡藩に移り薬園を管理したが、間もなく帰京してウィーン万国博覧会出品業務に関わり、博物局に勤務した。

## 生涯

### 出自
文化14年（1817年）一橋徳川家臣馬場信周の次男として生まれた。幼名は鉄五郎、諱は信守。江戸幕府徒鶴田重教の養子に入り、清次郎尹房と改めた。

### 御徒
天保5年（1834年）7月病退した養父の跡を継ぎ、牧野靱負組御徒となった。天保12年（1841年）起倒流柔術、天保14年（1843年）柳剛流剣術の免許を受けた。天保14年（1843年）4月松平藤十郎組に転じ、日光東照宮参詣に供奉した。弘化2年（1845年）5月徳川家定橋場御成の際勢子を務め、7月永代橋際での水泳上覧に参加した。嘉永2年（1849年）小金原御鹿狩の際勢子を務め、嘉永3年（1850年）徳川家光200回忌の日光参詣に供奉した。
安政2年（1855年）9月14日江川太郎左衛門に入門して砲術を学び、安政4年（1857年）1月19日目録を伝授された。文久元年（1861年）京都に上って和宮親子内親王下向に供奉し、文久3年（1863年）徳川家茂に従い再上京した。

### 開成所
文久2年（1862年）4月蕃書調所に入学し、物産学、描画法を学んだ。閏8月24日譜代、元治元年（1864年）12月20日開成所調役、物産学出役介となった。文久3年（1863年）3月11日からは義弟太郎次郎も開成所に加わった。
慶応2年（1866年）2月パリ万国博覧会に動植物標本を出品するため、田中芳男、阿部櫟斎と共に虫捕御用を命じられ、相模国、伊豆国、駿河国を巡った。11月25日長田庄十郎との連名で雑司ヶ谷御鷹部屋の空き地再利用について献策した。

### 静岡藩
慶応4年（1868年）江戸開城があり、当初新政府に属して7月16日鎮台府附物産掛り、8月22日鎮将府附川島宗煓附属御製薬掛りとなったが、26日病気を理由に辞任し、徳川家の後を追って駿府に移った。
明治2年（1869年)以前駿府藩病院附（後勤番組附）御薬園掛となり、安倍郡北安東村42番地に住みながら義弟太郎次郎と駿府薬園、久能山薬園を管理した。

### 明治政府
廃藩置県後帰京し、明治5年（1872年）清次と改称、3月4日博覧会事務局に出仕し、明治6年（1873年）ウィーン万国博覧会品物取扱として佐々井半十郎、中島仰山と静岡県、浜松県、額田県を巡り、各地の物産、生物等を調査し、10月4日帰京した。翌年の博覧会には、静岡県からは賤機織、竹網代細工、寄木細工等が出品された。
明治7年（1874年）3月31日人員削減のため一時罷免されたが、後内務省（後農商務省）御用掛として博物局（現東京国立博物館）に勤務した。
明治25年（1892年）11月5日76歳で死去した。戒名は清澄院浄誉徹心居士。墓石は杉並区梅里西方寺にあったが、現存しない。

## 著書
- 「御上洛御伴道中記」 - 文久3年（1863年）徳川家茂の上洛随行に際し、2月9日江戸出発から3月4日京都到着までの日記[1]。
- 「在京中日記」 - 3月4日京都到着から4月19日までの日記[1]。
- 「東海道名所記」[1]
- 「豆相駿廻村動物写生図」 - 慶応2年（1866年）開成所虫捕御用の時のもの[1]
- 「豆相駿廻村植物写真」[1]
- 「博覧会御用日記」 - 明治5年（1882年）ウィーン万国博覧会出品のため3月20日東京出発から7月21日まで静岡県等を巡回した時の日記[1]。

この他、博物局発行「教草」中『草綿一覧』『葛布一覧』『澱粉一覧』に解説文を付しており、また九皐堂と号して岩崎灌園『本草図譜 山草部』、仲田惟善『東都花暦名所案内』を出版した。

## 親族
鶴田家の先祖は武田氏家臣落合氏で、元文2年（1737年）落合仁左衛門徳英が甲府から江戸に出て鶴田姓を称し、江戸幕府に出仕して徒となり、歓助尹清、権兵衛重教と続いた。
- 実父：馬場儀右衛門信周 - 新兵衛、久五郎。一橋徳川家小十人組[1]。
  - 兄：馬場新兵衛信益 - 一橋徳川家勘定所書物方[1]。
- 養父：鶴田権兵衛重教 - 幕府御徒[1]。
- 先妻：於きち - 重教娘。天保14年（1843年）没[1]。
  - 義弟：鶴田太郎次郎容道 - 開成所、駿府藩薬園で共に勤務した[1]。
- 後妻：とめ - 明治11年（1878年）没[1]。
  - 実子：完太郎 - 安政元年（1854年）生。早逝[1]。
  - 娘：ひさ[1]
  - 養子：馬場信懐 - 清次甥。東京大学医学部雇、第一高等中学校雇、長野県師範学校教諭[1]。
    -       - 曽孫：馬場信夫[1]